# Дерматобиаз

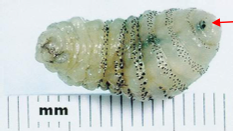
Личинка Dermatobia hominis. Стрелкой показан рот паразита.

Дерматобиаз (Dermatobiasis; Южноамериканский миаз) — облигатный миаз, вызываемый личинкой овода Dermatobia hominis, характеризующийся образованием в коже абсцедирующего узла вокруг внедрившегося возбудителя.

## Этиология
Возбудитель овод Dermatobia hominis (Linnaeus Jr in Pallas, 1781), обитающий в лесах Центральной и Южной Америки. Кроме людей, Dermatobia hominis могут паразитировать у собак, иногда буйволов, кошек, свиней, кроликов и овец.
Самка паразитов откладывает яйца на брюшки комаров и других кровососущих насекомых и клещей (более чем на 40 видов). Когда эти насекомые кусают человека, личинки под действием тепла выходят из яиц и внедряются в кожу. Так как механизм заражения связан с кровососущими членистоногими, дерматобиаз можно причислить к трансмиссивным болезням.

## Клиническая картина и патогенез
Место инвазии похожи на следы от укусов комаров, потом начинают болеть, потом нарывать.   Личинки паразитируют в подкожном слое кожи, вызывая фурункулярный миаз (см. Кожный миаз). Присутствие паразитов создает болезненные прыщи, которые выделяют гной. Человека мучает головная боль, ощущение живого шевелящегося инородного тела внутри.
Дерматобиаз характеризуется опухолевидным воспалением и подкожными абсцессами с фистулезными отверстиями на поверхности. Заболевание проявляется подкожным узлом диаметром 2-3 см, напоминающим карбункул.
Около внедрившихся личинок возникает инфильтрат с отверстием, из которого вытекает серозно-гнойная жидкость. Поражения располагаются преимущественно на конечностях, спине, животе, подмышечных впадинах.
Через 5-12 недель личинки созревают, достигая 25 мм в длину, покидают человека и окукливаются.
Известны случаи офтальмомиаза, вызванного Dermatobia hominis. При этом наблюдался конъюнктивит. Личинки могут паразитировать в половом члене (см. Миаз полового члена, Мочеполовой миаз), молочной железе, в губе.
Осложнения: присоединение вторичной инфекции.

## Лечение
Дифференциальный диагноз проводят с фурункулёзным поражением кожи.
Лечение: удаление личинок хирургическим путём с помощью пинцета под анестезией.
Прогноз зависит от интенсивности инвазии и места локализации. Описан случай смерти ребёнка 1,5 лет с множественной инвазией. Летальные случаи у детей связаны с церебральными повреждениями, когда личинки проникают внутрь черепной коробки (см. Интрацеребральный миаз).
Профилактика: при поездке в страны Центральной и Южной Америки, необходимо применять репелленты и носить защитную одежду, чтобы избежать укусов комаров или клещей.